# Strawberry (Nevada)
Strawberry é uma comunidade não incorporada e cidade fantasma no condado de White Pine, estado de Nevada, nos Estados Unidos.
Strawberry ficou conhecida pelos 12.000 pomares e pelos enormes campos de morangos, daí o nome da localidade. Na atualidade, a localidade é usada principalmente como um rancho.